# Wilhelm Peters
Pour les articles homonymes, voir Wilhelm Peters (homonymie), Hartwig et Peters.
Wilhelm Carl Hartwich Peters (ou Wilhem Carl Hartwig Peters) est un zoologiste et un explorateur allemand, né le 22 avril 1815 à Coldenbüttel, près d'Eiderstedt (de) dans le duché de Schleswig et mort le 20 avril 1883 à Berlin.

## Biographie
Fils d'un pasteur, Peters commence, en 1834, ses études de médecine et d'histoire naturelle à l'université de Copenhague puis à celle de Berlin où il passera le reste de sa carrière. Après être diplôme en 1838, il passe dix-huit mois à travailler sur le terrain avec Henri Milne Edwards (1800-1885) dans la région méditerranéenne. À son retour à Berlin, il devient l'assistant du grand anatomiste Johannes Peter Müller (1801-1858).
Il élabore immédiatement les détails d'un grand projet, une exploration du Mozambique, pour lequel il a le soutien enthousiaste de Müller et de Alexander von Humboldt (1769-1859). Peters quitte Berlin en septembre 1842 et atteint l'Angola puis le Mozambique en juin 1843. Il explore la région pendant quatre ans et visite notamment, outre l'intérieur du Mozambique, Zanzibar, les Comores et Madagascar. Il vient également au Cap, principalement pour se remettre d'une maladie contractée lors de ses excursions. Il repart finalement en Europe en août 1847 via l'Inde et l'Égypte. Il rapporte d'immenses collections et publie, en 1852 et 1852, en quatre gros volumes, le compte-rendu de son expédition sous le titre de Naturwissenschaftliche Reise nach Mossambique...  in den Jahren 1842 bis 1848 ausgeführt.
En 1847 il devient prosecteur à l'Institut d'anatomie de l'université de Berlin puis professeur-assistant en 1849. En 1856, il devient l'assistant du directeur du muséum zoologique de l'université (l'actuel musée d'histoire naturelle de Berlin), Martin Heinrich Karl Lichtenstein (1780-1857). Il le remplace à la mort de ce dernier et contribue à l'enrichissement des collections du muséum qui devient l'un des plus importants au monde. Ainsi, les collections herpétologiques triplent de volume et passent de 3700 spécimens à 10 500, d'une taille comparable à celles de Paris ou de Londres.
Il enseigne également la zoologie à partir de 1858 et a une influence considérable. Darwinien convaincu, ses travaux sont la synthèse de recherches anatomiques et zoologiques. Il publie près de 400 articles sur les groupes les plus variés, vertébrés ou invertébrés.
Il a décrit un étonnant lézard de la famille des Xantusiidae, en 1863 avec  Juan Gundlach.

## Publications
- 1838 : Observationes ad anatomiam Cheloniorum, thèse, Berlin.
- 1852-1868 : Naturwissenschaftliche Reise nach Mossambique, auf Befehl seiner Majestät des Königs Friedrich Wilhelm IV. in den Jahren 1842 bis 1848 ausgeführt, Berlin.
- 1854 : « Diagnosen neuer Batrachier, welche zusammen mit der früher (24. Juli und 17. August) gegebenen Übersicht der Schlangen und Eidechsen mitgetheilt werden ». Ber. Bekanntmach. Geeignet. Verhandl. Königl.-Preuss. Akad. Wiss. Berlin : 614-628
- 1862 : Die Heidflächen Norddeutschlands, Hanovre.
- 1854 : Mittheilung über die Süsswasserfische von Mossambique. Monatsb. Akad. Wiss. Berlin : 783.
- 1863-1875 : Handbuch der Zoologie avec Julius Victor Carus (1823-1903) et Carl Eduard Adolph Gerstäcker (1828-1895), Leipzig.
- 1863 : « Eine Übersicht der von Hrn. Richard Schomburgk an das zoologische Museum eingesandten Amphibien, aus Buchsfelde bei Adelaide in Südaustralien ». Monatsberichte der Königlich Preussischen Akademie der Wissenschaften zu Berlin, Avril : 228-236.
- 1869 : « Eine Mittheilung über neue Gattungen und Arten von Eidechsen ». Monatsberichte der Königlich Preussischen Akademie der Wissenschaften zu Berlin : 57-66.
- 1870 : « Beitrag zur Kenntnis der herpetologische Fauna von Südafrika ». Monatsberichte der Königlich Preussischen Akademie der Wissenschaften zu Berlin : 110-115.
- 1870 : « Eine Mitteilung über neue Amphibien (Hemidactylus, Urosaura, Tropidolepisma, Geophis, Uriechis, Scaphiophis, Hoplocephlaus, Rana, Entomogossus, Cystignathus, Hylodes, Arthroleptis, Phyllobates, Cophomantis) des Königlich-zoologischen Museums ». Monatsberichte der Königlich Preussischen Akademie der Wissenschaften zu Berlin : 641-652
- 1872 : « Über eine neue Gattung von Fischen aus der Familie der Cataphracti Cuv., Scombrocottus salmoneus, von der Vancouvers ». Insel. Monatsb. Akad. Wiss. Berlin 1872 : 568–570.
- 1880 : « Über die von Hrn. J. M. Hildebrandt auf Nossi-Bé und Madagascar gasammelten Säugethiere und Amphibien ». Monatsberichte der Königlich Preussischen Akademie der Wissenschaften zu Berlin : 508-511.
- 1883 : « Neue Geckonen, darunter drei Arten von Scalabotes, aus der Sammlung des in Madagascar verstorbenen Reisenden J. M. Hildebrandt ». Sitzungsber. Ges. naturf. Freunde Berlin 1883 (2) : 27-29.